# Všeradice
Obec Všeradice se nachází v okrese Beroun, kraj Středočeský, asi 11 km jižně od Berouna, v kotlině mezi Brdy a Českým krasem, u východního konce hřebene Housina. Žije zde 486 obyvatel.

## Historie
První písemná zmínka o vesnici je z roku 1324. Dnešní ves Všeradice vznikla splynutím dvou osad. V původních Všeradicích byly tvrz a dvůr, mlýn, fara a kostel svatého Bartoloměje. V horní osadě, která nesla název Trnová, býval poplužní dvůr a zemanský statek. Roku 1640 byla vesnice vypálena švédským vojskem a Trnová na čas zanikla. Byla znovu osídlena, avšak roku 1809 její jméno zaniklo a usedlosti přešly pod Všeradice.
Území Podbrdska ve 12. století ovládl rod Buziců erbu sviní hlavy. Jeho příslušník Oldřich Zajíc z Valdeka věnoval Všeradice augustiniánskému klášteru u Ostrova v Brdech, později zvanému U svaté Benigny-Dobrotivé. Tato darovací listina datovaná 12. března 1262 je nejstarší dochovanou zmínkou o Všeradicích.
Zdejší nejznámější rodačkou je česká spisovatelka a vlastenka Magdalena Dobromila Rettigová, rozená Artmannová, která se 31. ledna 1785 narodila na zdejším zámku, jak připomíná pamětní deska. Dalším významným rodákem byl zdejší Žid Aaron M. Pollak, který byl průkopníkem tovární výroby fosforových zápalek. V roce 1840 spoluzaložil za tímto účelem firmu ve Vídni. Je mu přičítán vynález zápalkové krabičky se zásuvkou a se zapalovací plochou po straně krabičky, které začal vyrábět roku 1847. Později získal právo označovat své zápalky značkou „c. k. výsadní“ a roku 1869 mu byl udělen rytířský predikát, nechal se rovněž pokřtít na jméno Alfred.

### Územněsprávní začlenění
Dějiny územněsprávního začleňování zahrnují období od roku 1850 do současnosti. V chronologickém přehledu je uvedena územně administrativní příslušnost obce v roce, kdy ke změně došlo:
- 1850 země česká, kraj Praha, politický i soudní okres Hořovice[6]
- 1855 země česká, kraj Praha, soudní okres Hořovice
- 1868 země česká, politický i soudní okres Hořovice
- 1939 země česká, Oberlandrat Plzeň, politický i soudní okres Hořovice[7]
- 1942 země česká, Oberlandrat Praha, politický okres Beroun, soudní okres Hořovice[8]
- 1945 země česká, správní i soudní okres Hořovice[9]
- 1949 Pražský kraj, okres Hořovice[10]
- 1960 Středočeský kraj, okres Beroun
- 2003 Středočeský kraj, okres Beroun, obec s rozšířenou působností Hořovice

### Rok 1932
V obci Všeradice (561 obyvatel, katol. kostel, synagoga) byly v roce 1932 evidovány tyto živnosti a obchody: autodopravce, dlaždič, holič, 4 hostince, kolář, 2 kováři, krejčí, 2 obuvníci, 2 řezníci, pražírna sladové kávy, 3 obchody se smíšeným zbožím, Spořitelní a záložní spolek pro Všeradice, trafika, velkostatek Vaněk.

## Popis a pamětihodnosti
Ves je rozložena po obou stranách Všeradického potoka, který jí protéká od západu od úbočí hřebene Housina směrem k východu a má zde spíše charakter nevelké strouhy. Centrum vesnice na pravém břehu potoka tvoří zástavba kolem silnice vedoucí od křižovatky u pošty a prodejny Coop směrem k všeradickému zámku. Nedaleko pošty se při severní straně ulice nachází památkově chráněný dům čp. 29. Chátrající hlavní budova zámku je také památkově chráněná. Bývalá zámecká sýpka byla zrekonstruována na muzeum Magdaleny Dobromily Rettigové, galerii a kulturní sál. Jedno křídlo bývalého zámku, známé jako zámecký pivovar, bylo zrekonstruováno na hotel s restaurací.
Obdobně vede komunikace souběžná s potokem i v levobřežní části vesnice, zde se nachází kostel svatého Bartoloměje (přes silnici proti kostelu se nachází dvojice památkově chráněných výklenkových kapliček, pod kostelem nenápadný památkově chráněný domek ev. č. 29), dále směrem k západu pak hostinec Na Růžku, bývalá synagoga (nyní kostel Církve československé husitské), budova obecního úřadu s Muzeem pravěku, a nejblíže Housině a Bykoši pak tzv. horní náves, jádro bývalé vesnice Trnová, při jejímž severním okraji se nachází památkově chráněná usedlost čp. 65 s nápadným ozdobným štítem.
Středem vesnice prochází hranice CHKO Český kras, do níž spadá část ležící severně od silnic, které procházejí obcí západovýchodním směrem, od Bykoše přes střed vsi na Nesvačily.
Západně od vsi se na území Všeradic nachází kopec Kluk (394 m n. m.), ke Všeradicím patří i severní a východní část východní poloviny hřebene Housina i s jejím vrcholem 434 m n. m. Na Housinu vede od všeradické železniční zastávky modře značená turistická trasa.

## Doprava
Území obce jižně od vesnice protíná jednokolejná regionální železniční Trať 172 Zadní Třebaň - Lochovice. Doprava na ní byla zahájena roku 1901. Na území obce, asi půl kilometru jižně od jejího centra, leží železniční zastávka Všeradice. Po trati 172 jezdilo v roce 2011 v pracovních dnech 8 párů osobních vlaků, o víkendu 7 párů osobních vlaků.
Jižní hranici katastrálního území tvoří silnice II/115 Jince - Hostomice - Řevnice - Dobřichovice, po níž prochází kolem Všeradic též páteřní cyklotrasa č. 3. Silnici 115 spojují se vsí Všeradice dvě souběžné silnice, k silnici 115 kolmé: do východní části vesnice vede silnice III/11536 od Podbrd, západní částí vesnice prochází kolem železniční zastávky a přes bývalou osadu Trnová silnice III/11537, která dále pokračuje na severozápad na Bykoš. V jihozápadní části vesnice z ní odbočuje silnice III/11538, která jihovýchodním úpatím kopce Kluk vede na jihozápad do Nových Dvorů u Lážovic. Na křižovatce u pošty a prodejny Jednota odbočuje silnice III/11526 zástavbou vsi na východ směrem k zámku, před nímž se stáčí na severovýchod k hostinci Na Růžku a kostelu svatého Bartoloměje a pokračuje na Nesvačily. Za vsí se z ní odděluje silnice III/11527 na sever do Vinařic.
Přímo v obci se nacházejí dva páry autobusových zastávek. Zastávka Všeradice se nachází na silnici III/11526 u prostranství mezi poštou a prodejnou Jednota. Zastávka „Všeradice, žel. st.“ se nachází na silnici III/11537 poblíž železniční zastávky. Obsluhu Všeradic zajišťují k roku 2014 spoje čtyř autobusových linek Středočeské integrované dopravy, všechny provozované dopravcem PROBO BUS, přičemž jednotlivé spoje mají různé trasy a jen málo z nich jede v celé trase linky:
- C25 Beroun–Hostomice (4 páry spojů v pracovní den)
- C33 Hořovice–Všeradice–Nesvačily (cca 5 párů spojů v pracovní den)
- C50 Běštín–Hostomice–Všeradice–Nesvačily–Řevnice (cca 5 párů spojů v pracovní den)
- D18 Příbram–Beroun (2 a půl páru spojů v pracovní den)

O víkendu do vsi autobusy nejezdí, dopravní význam pro ni může mít pár ranních sobotních spojů a nedělní večerní spoj linky 470800 (C80) Strašice-Praha, zastavující v zastávce „Podbrdy, rozc.“ na silnici II/115 na jižní hranici katastrálního území Všeradice, něco přes 1 kilometr od všeradického zámku.

## Osobnosti
- Magdalena Dobromila Rettigová (1785–1845), spisovatelka a autorka kuchařských knih, narozená na všeradickém zámku
- Adolf Pollak von Rudin (1817–1884), rakousko-židovský podnikatel, vynálezce krabičky zápalek, zde narozený, posléze čestný občan obce

- Bohumil Stibal (*1963), podnikatel a politik

## Galerie

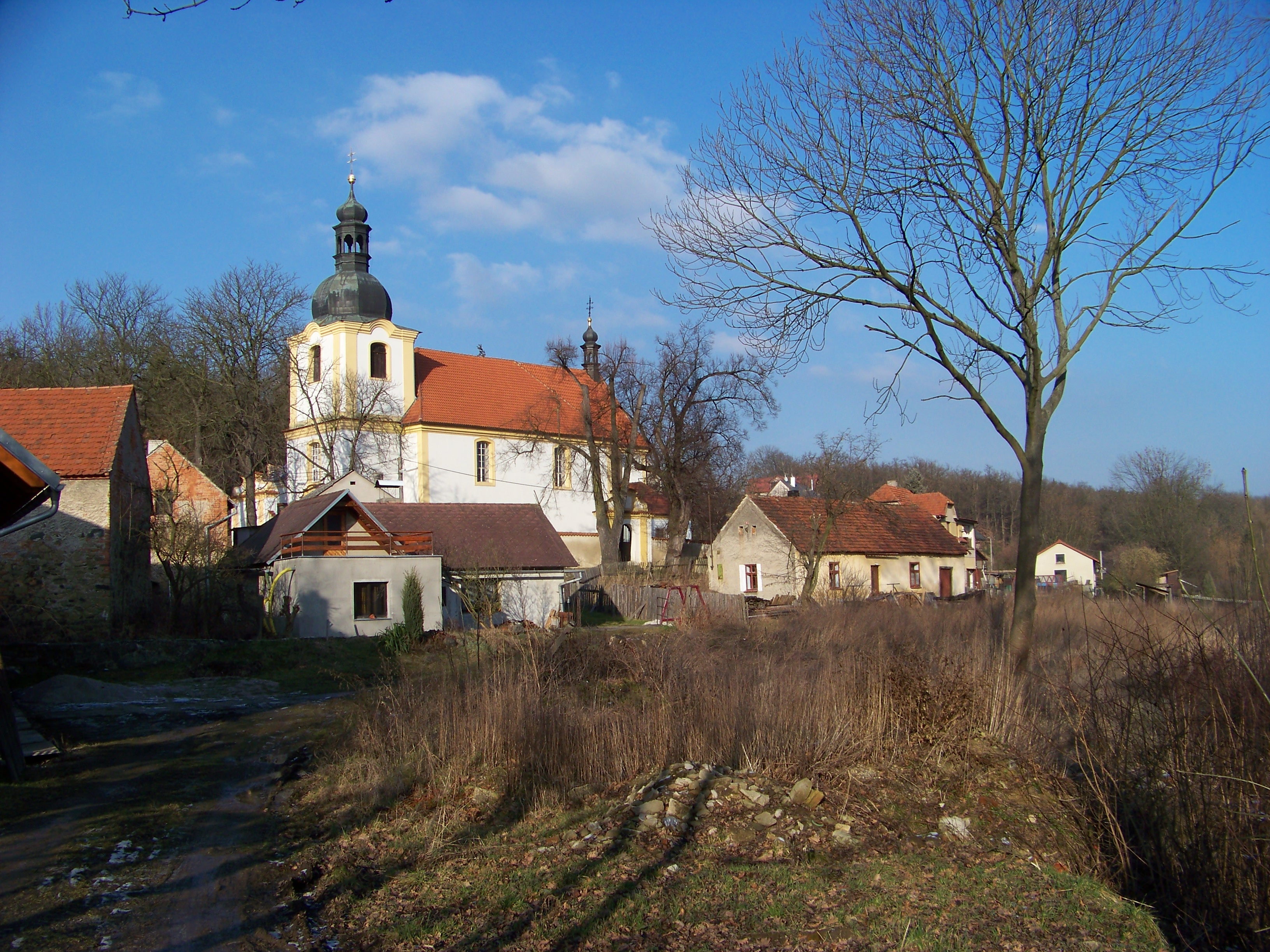
Kostel sv. Bartoloměje
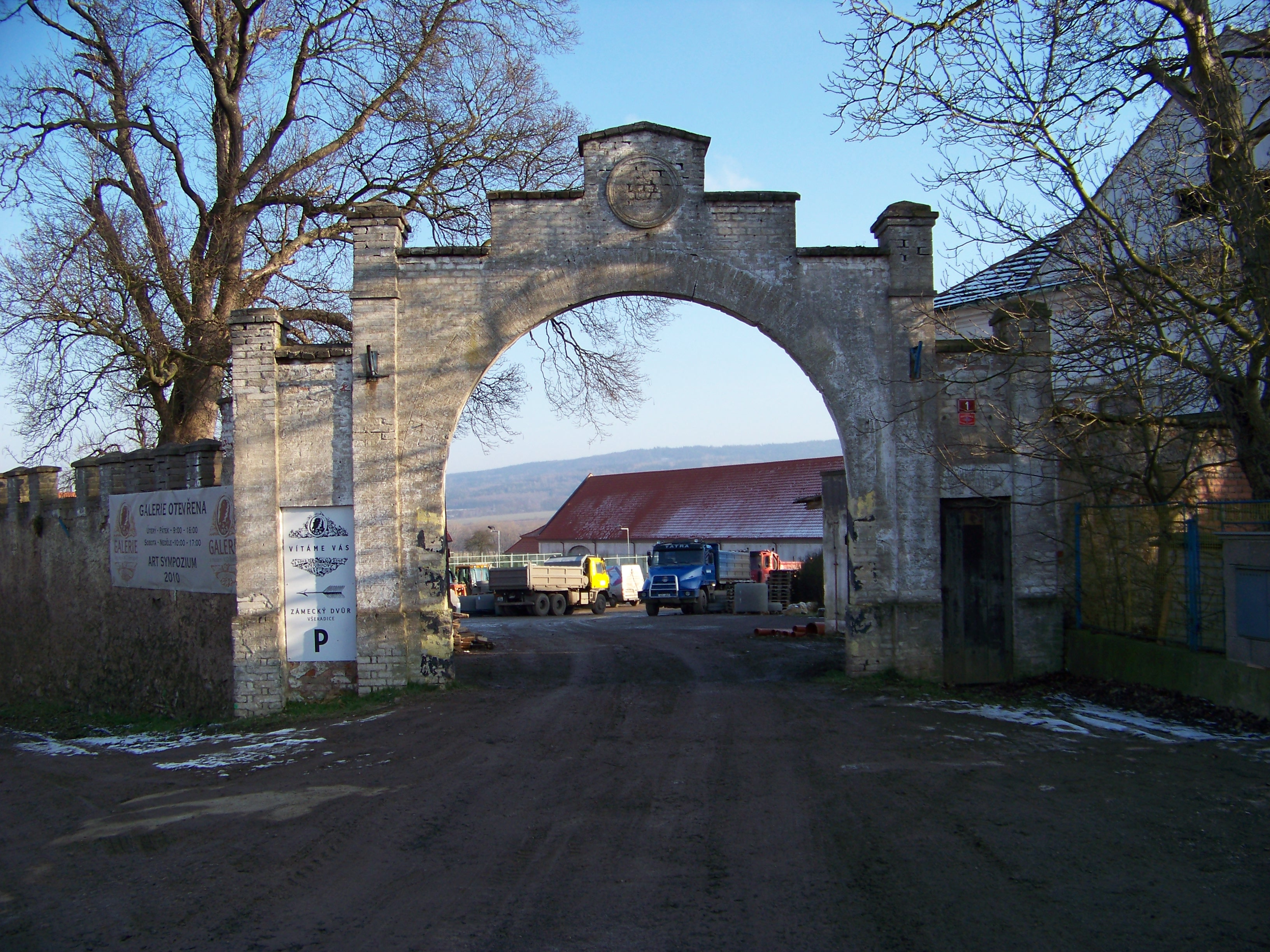
Brána do dvora zámku
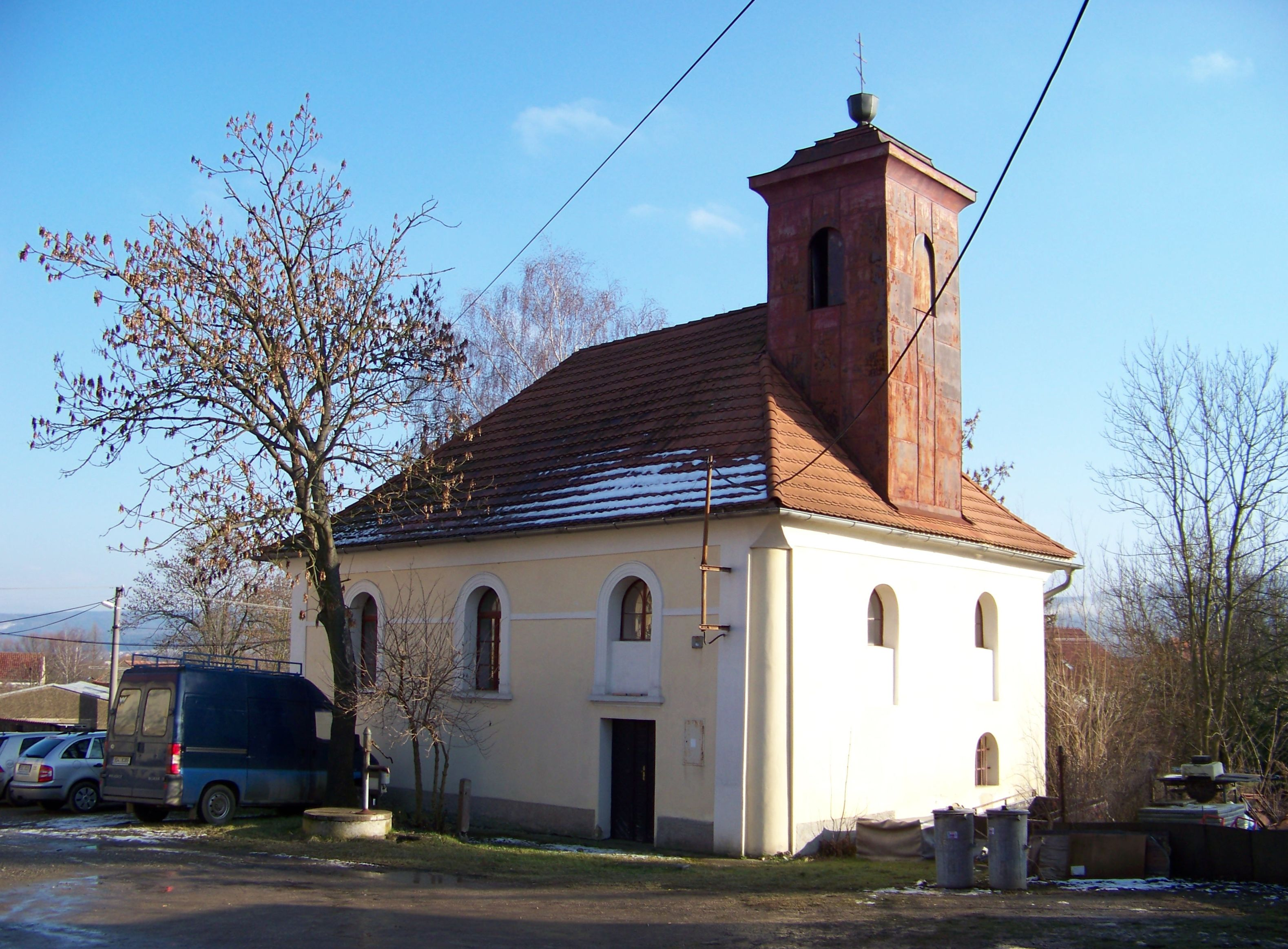
Bývalá synagoga
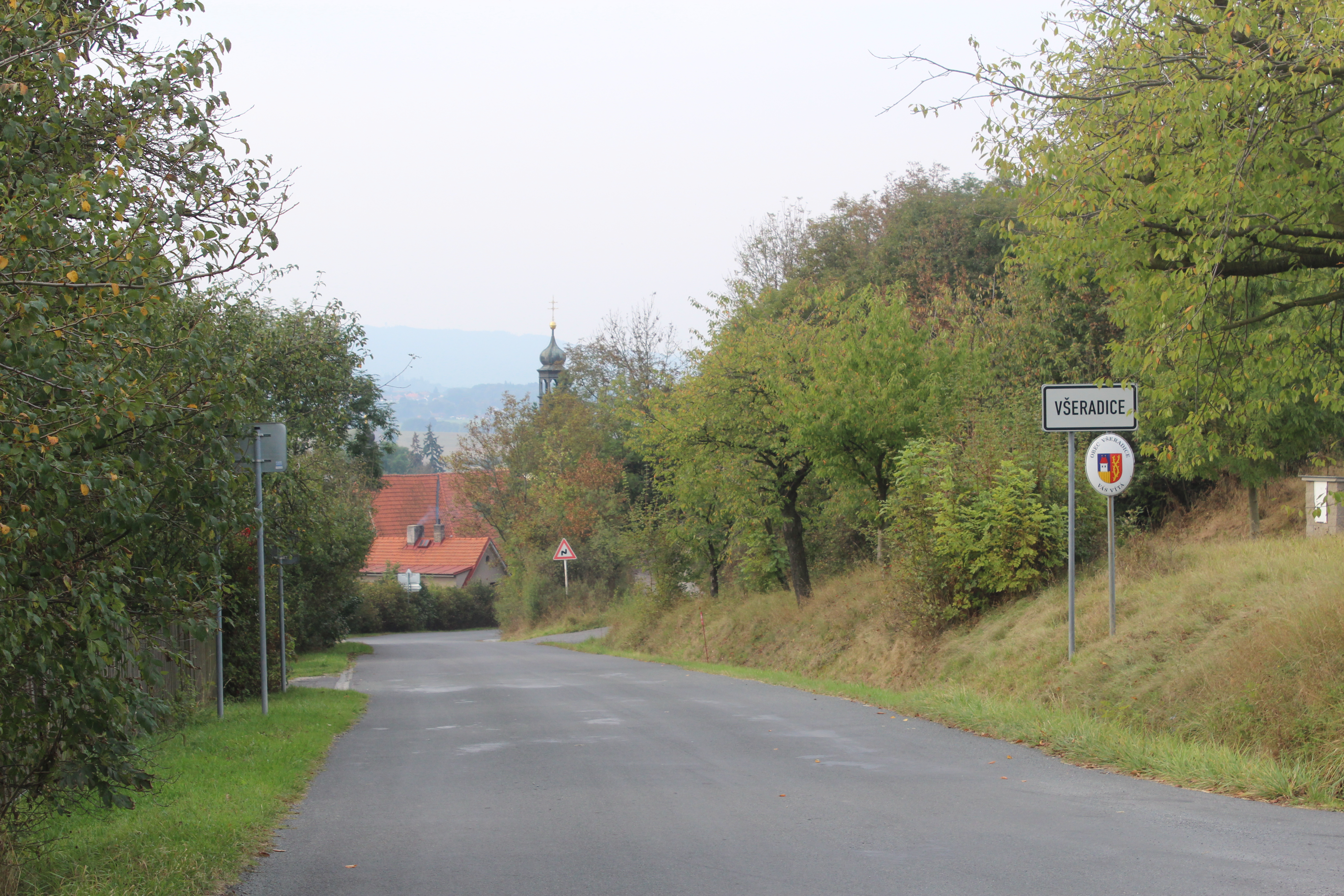
Jihozápadní okraj obce
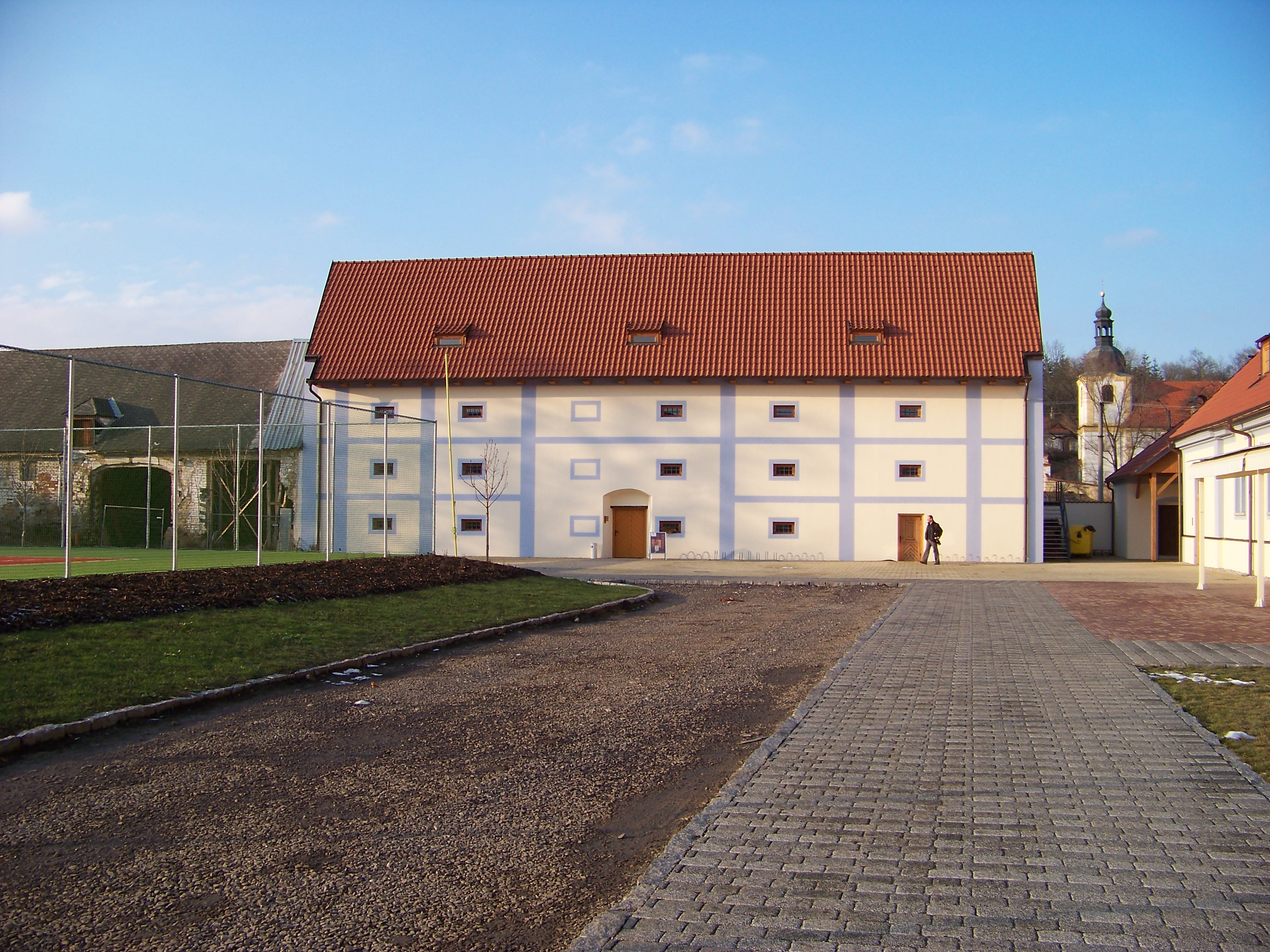
Sýpka u zámku
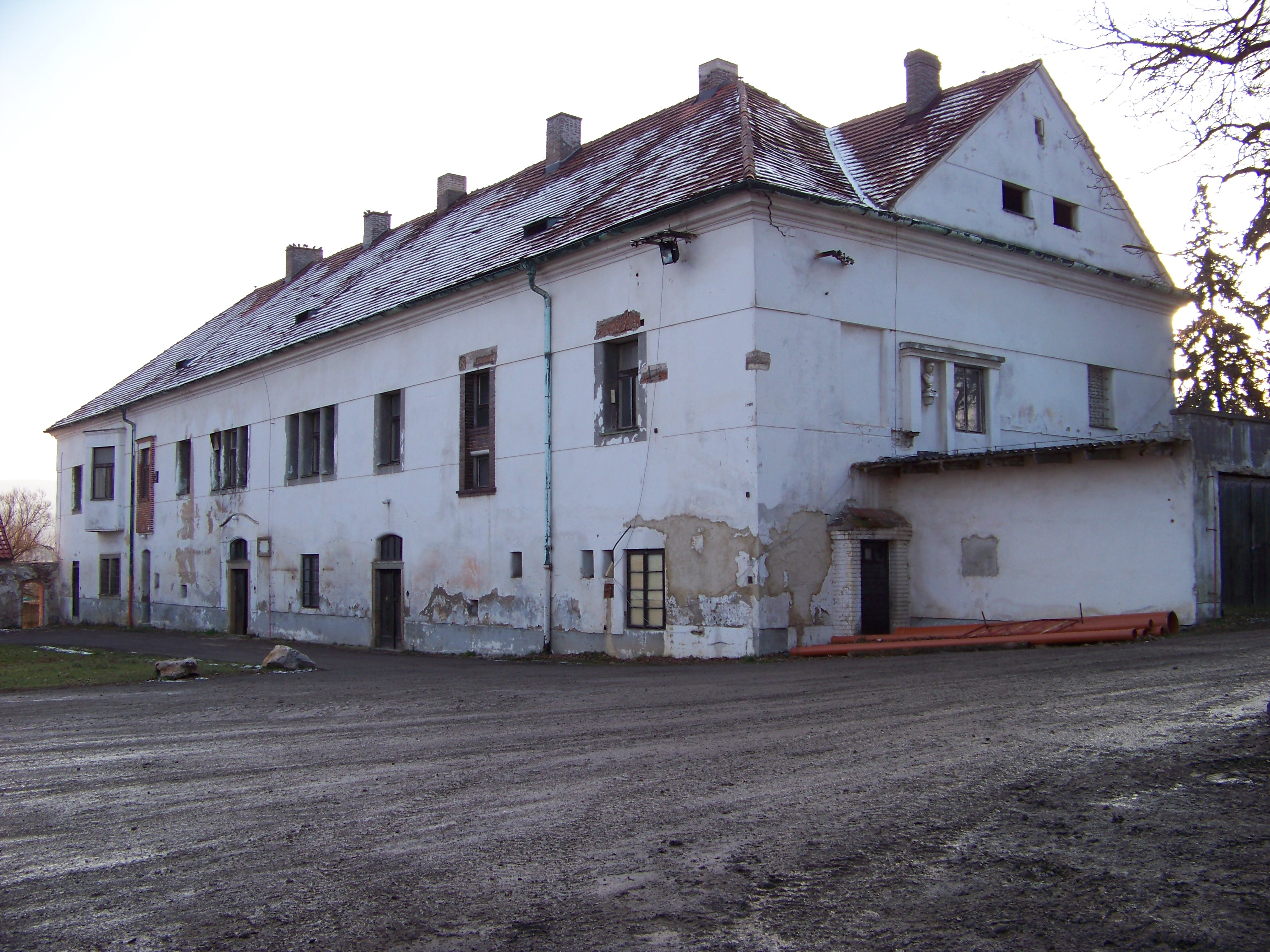
Všeradický zámek